# Майстер ілюзії
«Майстер ілюзії» (англ. Delusion's Master) — фентезійний роман британської письменниці Теніт Лі, третя книга в її серії «Казки пласкої землі».

## Сюжет
Серед усіх лордів темряви Чуз, господар марення, без сумніву, найхимерніший демон. Він віртуозно грає в свої найвитонченіші ігри, в яких люди — лише пішаки.